# Toyota Supra
La Toyota Supra (トヨタ・スープラ?, Toyota Sūpura) è un'autovettura sportiva a trazione posteriore e motore anteriore prodotta dalla casa automobilistica giapponese Toyota dal 1978 al 2002 in quattro generazioni. 
Il nome è poi stato ripreso nel 2019 per una nuova vettura.
Il design della prima Supra si ispira a quello della Toyota Celica, ma reso leggermente più longilineo e largo. A partire dalla metà del 1986, l'A70 Supra divenne un modello separato dalla Celica. A sua volta, la casa automobilistica smise di chiamare la vettura con il prefisso "Celica" ed iniziò ad usare "Supra". Grazie alla somiglianza e al passato in comune con la Celica, spesso le due vetture vengono scambiate tra di loro. Le prime tre generazioni di Supra sono state assemblate al Toyota Motor Corporation Tahara Plant di Tahara, mentre la quarta è stata assemblata al Motohara Plant di Toyota.

## Prima generazione (1978-1981)

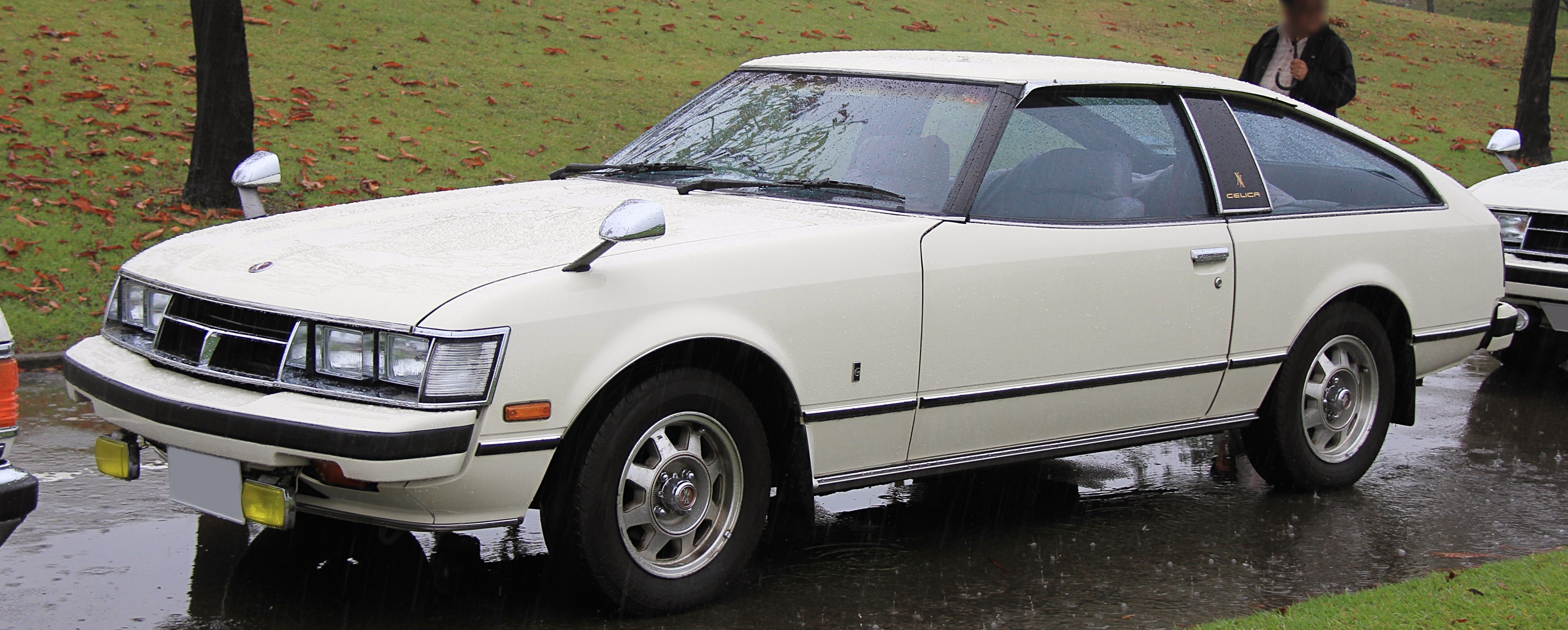
Toyota Supra Celica XX del 1979

La prima versione della Supra nacque nel 1978 come versione di lusso della Toyota Celica. Era dotata, rispetto a quest'ultima, di finestrini e chiusura elettrica, cruise control, aria condizionata, interni in pelle e un sistema audio a quattro altoparlanti.
Nel 1981, tale modello venne anche dotato di un propulsore 2,8 litri e uno spoiler posteriore.
La prima versione montava un 2.0 litri quattro cilindri da 92 kW (125 CV) e 2,5 litri a sei cilindri e 103 kW (140 CV). Altre differenze rispetto alla Celica furono il passo più lungo, una più ampia dotazione e motori meno pesanti con parti in lega leggera.

## Seconda generazione (1981-1985)
La seconda generazione della Supra, denominata per il mercato nipponico come Toyota Celica XX, venne lanciata nel 1983. La vettura era stata totalmente ridisegnata nel design e presentava ora dei fari a scomparsa al posto dei precedenti modelli fissi.

## Terza generazione (1986-1992)

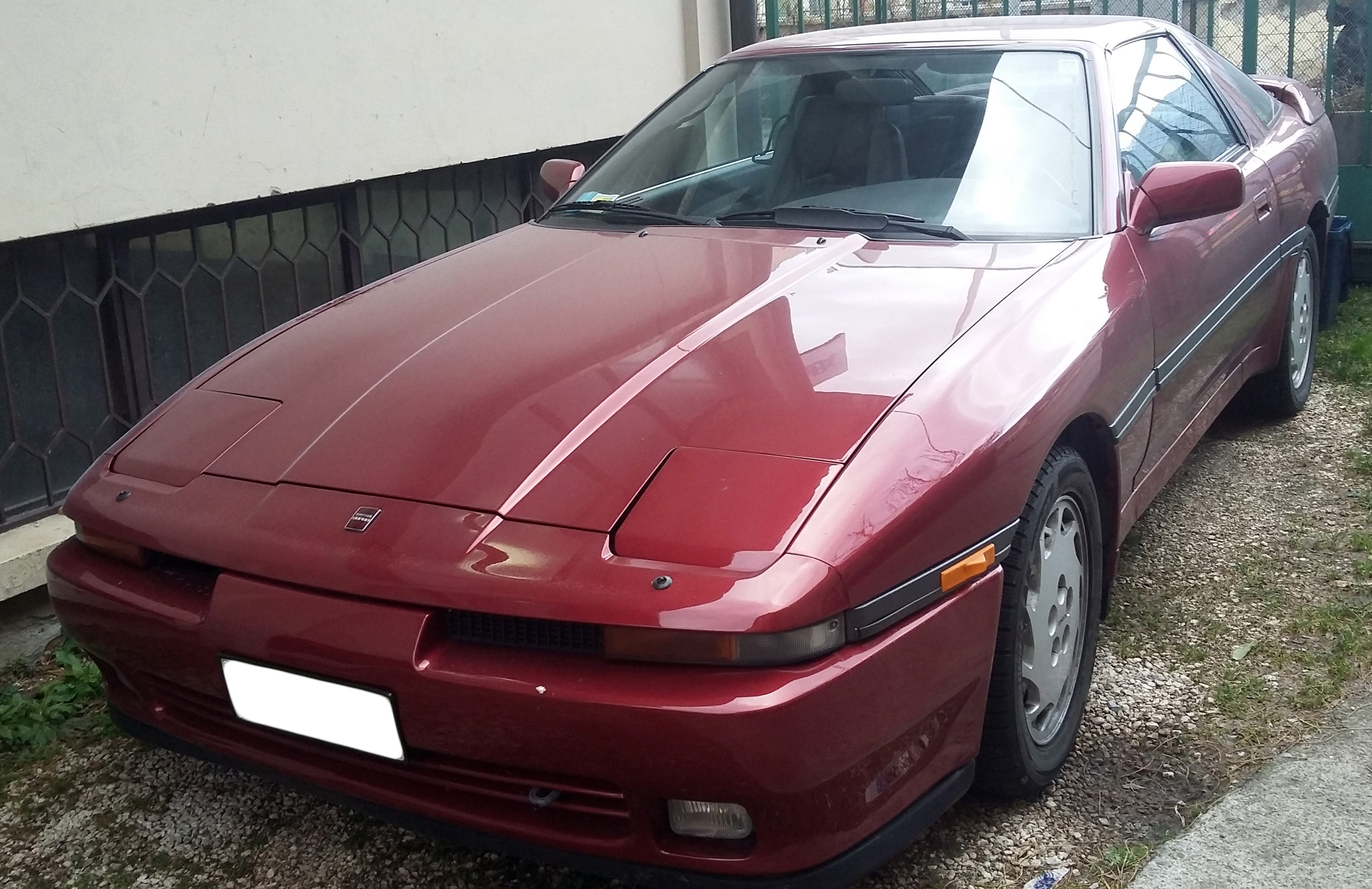
Una Toyota Supra di terza generazione.

Nel 1987 la Supra viene ridefinita come un modello a sé stante separato dalla Celica. Quest'ultima adotta la trazione anteriore, mentre la prima mantiene la trazione posteriore, viene dotata di un propulsore 7M 3 litri Turbo da 230 CV e adotta una meccanica derivata dalla Toyota Soarer e delle sospensioni derivate dalla Toyota 2000GT (doppio triangolo sulle quattro ruote). Nello stesso anno venne lanciata la versione GT Limited, la quale era dotata di un propulsore 7M-GTEU DOHC24 Turbo dalla potenza di 240 CV e con coppia di 342 N m. L'impianto frenante era costituito da quattro freni a disco ventilati.

Successivamente vengono resi disponibili anche altri motori, quali un 2.0 biturbo da 180 CV, un 2.0 DOHC da 145 CV e un 2.0 SOHC da 105 CV. Vicino al differenziale è stato implementato un sottotelaio per aumentare comfort e manovrabilità. La dotazione della vettura è stata ampliata, in quanto sono stati introdotti l'ABS, il TEMS (Toyota Electronically Modulated Suspension, sistema di regolazione elettronico delle sospensioni) e l'ACIS (Acoustic Controlled Induction System). Il design della carrozzeria è stato anch'esso migliorato.

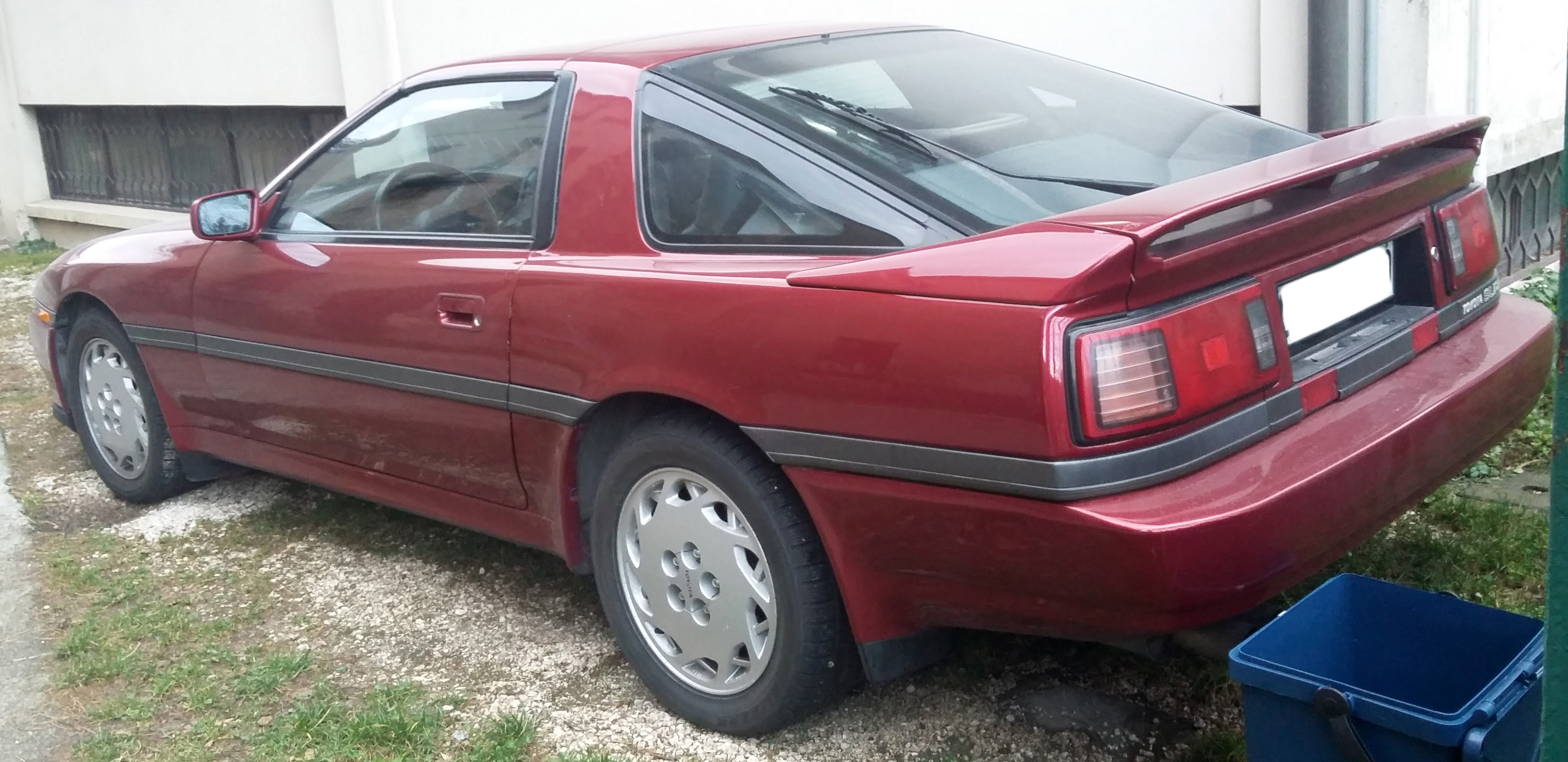
Toyota Supra di terza generazione, posteriore

Nel 1988 viene introdotta una nuova versione di Supra per ottenere l'omologazione al JGTC. Tale versione, denominata 3.0 GT Turbo A, viene dotata di un motore 7M-GTEU 3.0 turbo da 270 CV di pneumatici maggiorati e di sospensioni rinforzate.
Nel 1992, per il solo mercato domestico nipponico, venne lanciata la versione JZA70 2.5 Twin Turbo R. Era equipaggiata con differenziale Torsen, sospensioni Blistein, sedili Recaro, volante Momo e un nuovo frontale che implementava delle nuove prese per l'aria per raffreddare l'impianto frenante. Il propulsore gestito da un cambio manuale a cinque marce erogava la potenza di 280 CV con coppia di 362 N m.

## Quarta generazione (1993-2002)

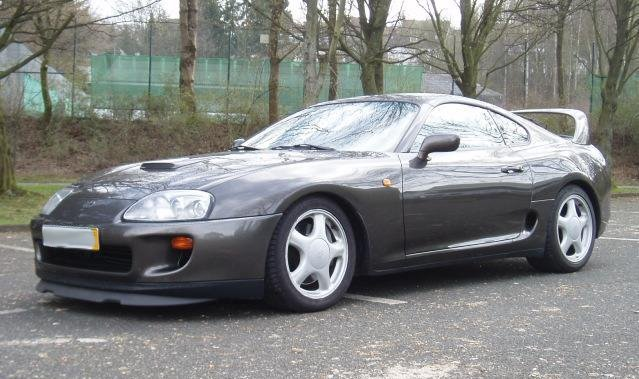
Una Supra di quarta generazione

La quarta generazione della Supra venne lanciata sul mercato nel 1993. Rispetto alla terza serie, la quarta mostra un'estetica dalle forme più dinamiche, e risulta essere più larga ma meno lunga. I propulsori in dotazione sono due. Il primo propulsore è il Toyota 2JZ-GE, e si tratta della versione aspirata, capace di sviluppare 220 hp di potenza (164 kW, 223 PS) a 5800 RPM e 280 Nm a 4800 RPM; mentre il secondo propulsore è il Toyota 2JZ-GTE, dotato di due turbocompressori montati in serie, capace di produrre 276 hp di potenza (206 kW, 280 PS) a 5800 RPM e 431 Nm di coppia a 4800 RPM, per la versione Giapponese. Per la versione Americana/Europea, invece, la casa produttrice equipaggiò il 2JZ-GTE della Supra con giranti in acciaio e iniettori più grandi. Queste modifiche incrementarono la potenza prodotta a 320 hp (239 kW; 324 PS) a 5600 RPM e 426 Nm di coppia.
La versione sovralimentata scattava da 0–100 km/h in 4.6 secondi e percorreva 1/4 di miglio (400 m) in 13.1 secondi a 175 km/h. Lo stesso motore portava la Supra a toccare i 285 km/h (177 mph), la casa però limitò la versione Giapponese ad una velocità massima di 180 km/h, mentre la versione Americana/Europea arrivava a 250 km/h.

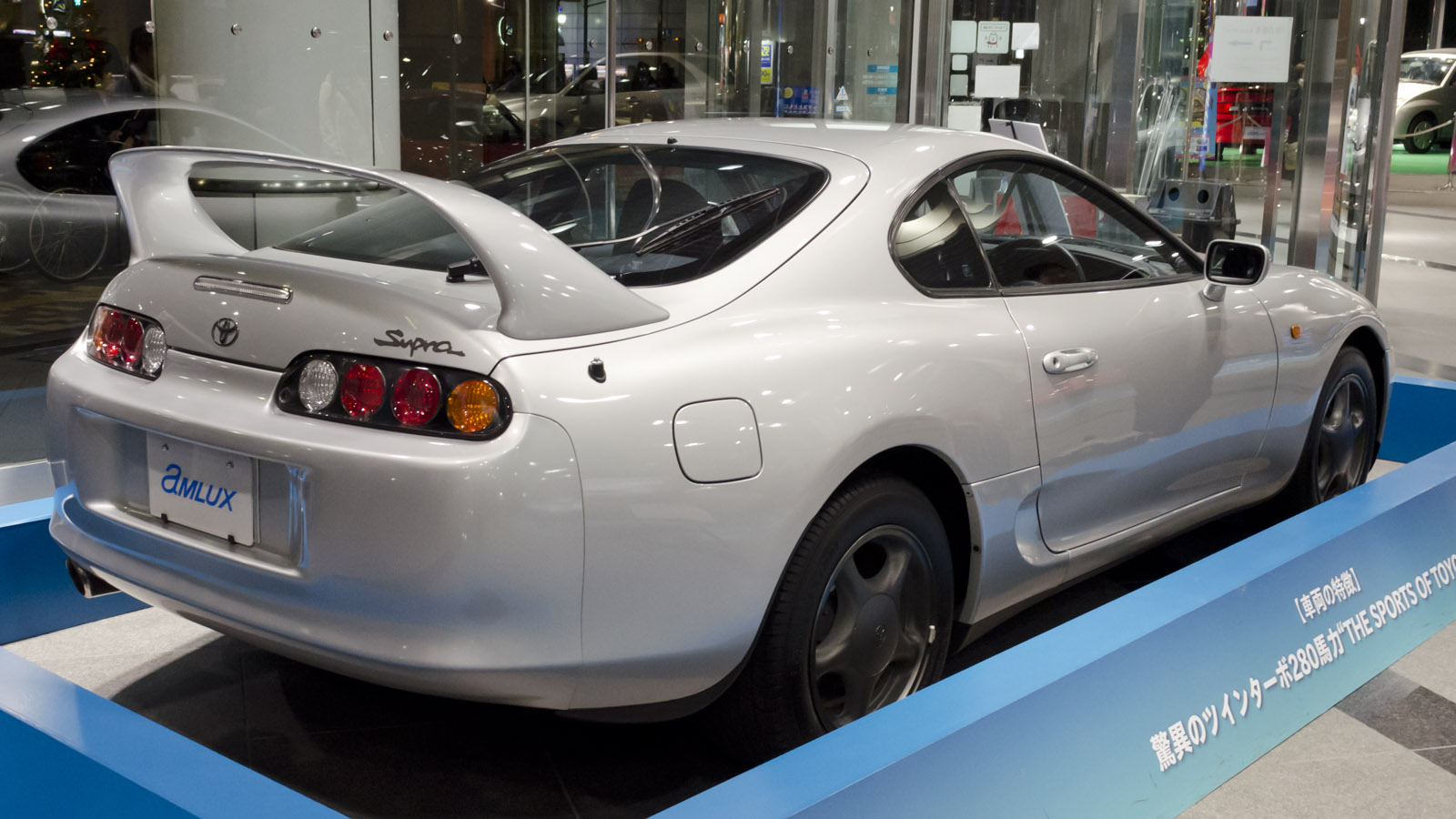
Toyota Supra IV serie del 1993

La carrozzeria rinnovata della Toyota Supra MK4 aveva un coefficiente aerodinamico di 0.31. I due turbocompressori lavorano in modo sequenziale e non in parallelo, questo permette ai gas di scarico di far ruotare la prima turbina, riducendo il turbolag. Il risultato è un incremento di coppia già a 1800 giri del motore. Tali propulsori sono gestiti da diversi tipi di cambio, che vanno da un automatico a 4 marce di fabbricazione Aisin-Warner ad un manuale Getrag a 6 rapporti (prima auto giapponese a montarlo). Le sospensioni riprendono lo schema a doppio triangolo sulle quattro ruote. Gli interni sportivi implementano un cruscotto dotato di cinque indicatori, compreso un orologio divenuto analogico con il restyling del 1996.
La Supra Mk IV venne ritirata dal mercato nel 2002, per poi essere riproposta nel 2019 con la quinta generazione, l'A90.

## Riconoscimenti
- Volante d'Oro 1982[8]

## Versioni speciali

### TRD 3000GT
Nel 1994, la Toyota Racing Development presentò una propria versione ad alte prestazioni della Supra, denominata 3000GT. L'auto era più larga di 50 mm della vettura standard per via dei rigonfiamenti apportati ai paraurti che alloggiavano nuovi pneumatici a presa maggiorata. Lo spoiler posteriore includeva diffusori da corsa e un alettone regolabile. Meccanicamente, furono inserite nuove sospensioni sportive irrigidite per migliorare la manovrabilità e venne installato un nuovo terminale di scarico sportivo.

## Attività sportiva
La Toyota Supra nelle sue varie versioni, è stata sovente utilizzata nelle competizioni su pista preparata in diverse configurazioni regolamentari.

### BTCC

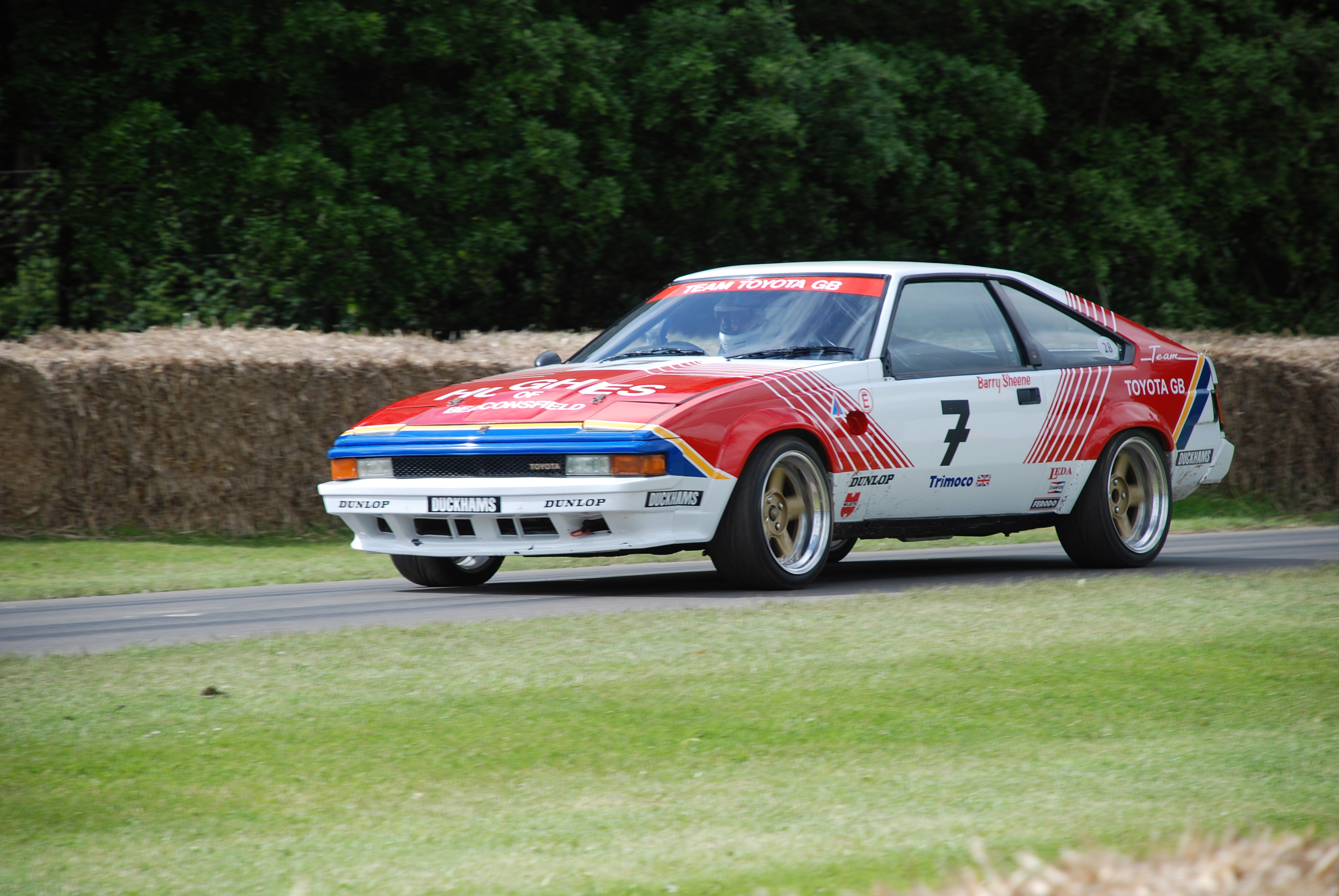
Una Supra BTCC di Barry Sheene del 1985

Tra il 1983 e il 1985 la Toyota Great Britain fece competere nel campionato BTCC una Supra Mk II. Il primo pilota ingaggiato fu Win Percy e nonostante la vettura non fosse all'altezza di altri veicoli come la Rover SD1 e la BMW 635CSI, riuscì comunque ad aggiudicarsi il GP di Brands Hatch del 1984. L'anno successivo venne ingaggiato l'ex motociclista Barry Sheene, il quale non riuscì ad imporsi in nessuna gara.

### IMSA
Nel 1983 la Toyota Supra Mk II sostituì la Celica Mk II nel campionato statunitense IMSA. Iscritta nella classe GTU, era dotata di un telaio semi-tubolare ed era equipaggiata con un propulsore DOHC 16 valvole da 300 CV di potenza. La carrozzeria era stata aggiornata con nuovi elementi aerodinamici.
Nel 1985 la vettura venne dotata di un nuovo propulsore 4T-GT 2.1 per permetterle l'iscrizione alla categoria GTO. Qui, con uno scontro perenne con la Mazda RX-7, riuscì a conseguire 10 vittorie fino alla stagione 1986.

### HV-R
Nel 2007 la Toyota, in collaborazione con il Toyota Team SARD, realizzò la Supra HV-R. La particolarità del modello era una propulsione di tipo ibrido, in quanto veniva alimentata da un propulsore benzina 4.5 V8 da 480 CV di potenza e da un motore elettrico principale da 200 CV abbinato a due ausiliari da 13 CV ciascuno.
La Supra HV-R rappresentò la prima vettura ibrida a vincere una competizione sportiva, in quanto ottenne il gradino più alto del podio nella 24 Ore di Tokachi del 2007.

### U.S. Super Lap Battle
Nel 2008 una Supra Mk IV venne preparata da Curtis Chen partecipò alle prove della U.S. Super Lap Battle e, con il pilota Matt Andrews, ottenne la vittoria nelle finali della divisione Street RWD.

### 24 Ore di Le Mans
Nel 1995 e nel 1996 il Team Sard con l'appoggio della Toyota, predispose dei telai della Supra in configurazione GT1 per partecipare alla 24 Ore di Le Mans. Spinta da un motore 4 cilindri in linea di 2,1 litri biturbo, derivato dall'unità impiegata sui prototipi Toyota che correvano nel campionato IMSA GTP, sviluppava una potenza massima di 650 CV, la carrozzeria era riprodotta in fibra di carbonio e il peso della vettura era di 1245 kg. Ottenne un 14º posto assoluto nel 1995, mentre nel 1996 si ritirò causa incidente in corsa.

### GT500

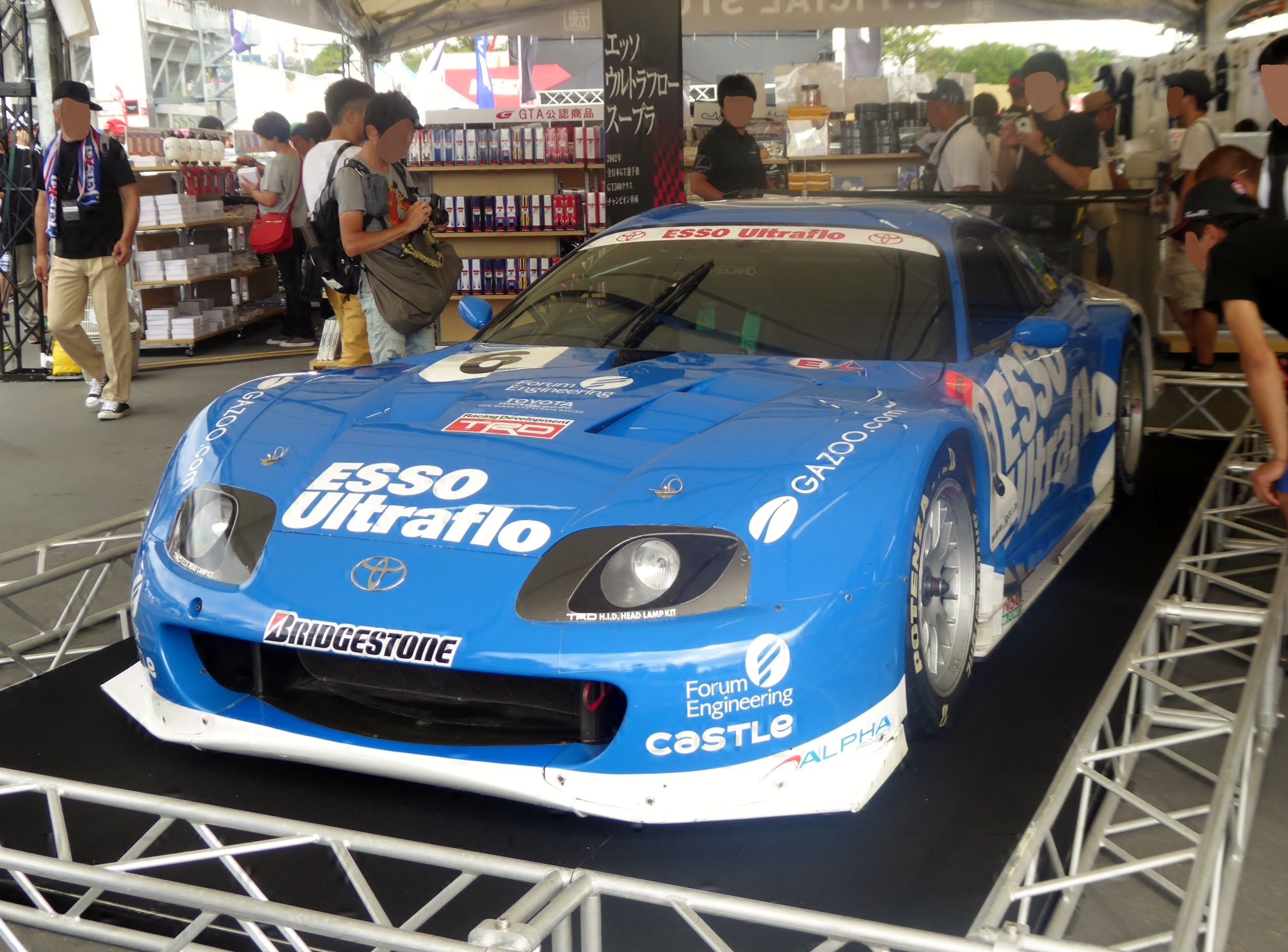
Toyota Supra GT500 2002 del Team LeMans

A partire dal 1997, la Toyota Supra prese parte alla serie All Japan GT Championship in classe GT500. Opportunamente rivista e modificata per essere utilizzata nelle competizioni venne schierata inizialmente dalla squadra Tom's. La vettura fu profondamente rivista, per migliorarne la deportanza vennero aggiunte nuovi alettoni e spoiler, al telaio fu aggiunta una struttura in acciaio a traliccio tubolare a protezione dell'abitacolo migliorando la rigidezza, le carreggiate allargate, carrozzeria riprodotta in composito con vistosi allargamenti, il motore era un 4 cilindri in linea di 2 litri di cilindrata sovralimentato da 480 CV di potenza massima, il peso della vettura era di 1150 kg.
Nel 2003, la Supra partecipò al JGTC con un nuovo motore 3UZ-FE 5,2 litri V8 derivato dalla Lexus LS, dotato di una curva di coppia motrice più favorevole. A differenza della precedente versione che utilizzava dei sottotelai, questa versione impiegava un telaio tubolare sportivo. Nel 2004 la cilindrata scese a 4,5 litri. La Toyota con la Supra vinse i campionati JGTC del 1997, 2001, 2002 e 2005.

### Campionato del mondo rally
Da essa è stata derivata una versione gruppo A da rally che ha partecipato ad alcune tappe del campionato del mondo 1987, inizialmente con la versione 3.0i aspirata poi venne introdotto il turbo ma ciò nonostante non ottenne miglioramenti prestazionali significativi. Conquistò quell'anno il terzo gradino del podio al Safari Rally nella sua gara di esordio con Lars-Erik Torph. A partire dalla stagione successiva venne sostituita dalla Celica GT-Four ST165.